# Chhatara
Chhatara (en népalais : छतारा) est un comité de développement villageois du Népal situé dans le district de Bajura. Au recensement de 2011, il comptait 3 712 habitants.